# Moritz Malcharek
Moritz Malcharek (Berlín, 29 de julio de 1997) es un deportista alemán que compite en ciclismo en las modalidades de pista y ruta. Ganó una medalla de plata en el Campeonato Europeo de Ciclismo en Pista de 2022, en la prueba de scratch.

## Medallero internacional
| Campeonato Europeo | Campeonato Europeo | Campeonato Europeo | Campeonato Europeo |
| Año                | Lugar              | Medalla            | Competición        |
| ------------------ | ------------------ | ------------------ | ------------------ |
| 2022               | Múnich (Alemania)  | Medalla de plata   | Scratch            |